# Greensburg (Indiana)
Greensburg és una població dels Estats Units a l'estat d'Indiana. Segons el cens del 2000 tenia 10.260 habitants.

## Demografia
Segons el cens del 2000, Greensburg tenia 10.260 habitants, 4.178 habitatges, i 2.778 famílies. La densitat de població era de 827 habitants/km².
Dels 4.178 habitatges en un 31,6% hi vivien nens de menys de 18 anys, en un 50,7% hi vivien parelles casades, en un 12,1% dones solteres, i en un 33,5% no eren unitats familiars. En el 28,9% dels habitatges hi vivien persones soles el 12,3% de les quals corresponia a persones de 65 anys o més que vivien soles. El nombre mitjà de persones vivint en cada habitatge era de 2,39 i el nombre mitjà de persones que vivien en cada família era de 2,92.
Per edats la població es repartia de la següent manera: un 24,6% tenia menys de 18 anys, un 10% entre 18 i 24, un 28,9% entre 25 i 44, un 20,8% de 45 a 60 i un 15,6% 65 anys o més.
L'edat mediana era de 36 anys. Per cada 100 dones de 18 o més anys hi havia 86,9 homes.
La renda mediana per habitatge era de 38.029$ i la renda mediana per família de 45.439$. Els homes tenien una renda mediana de 31.662$ mentre que les dones 24.605$. La renda per capita de la població era de 18.829$. Entorn del 8% de les famílies i l'11,4% de la població estaven per davall del llindar de pobresa.

## Poblacions més properes
El següent diagrama mostra les poblacions més properes.